# George Barbier
Ej att förväxla med franske George Barbier (illustratör)
George Barbier, född 19 november 1865 i Philadelphia, Pennsylvania, död 19 juli 1945 i Los Angeles, Kalifornien, var en amerikansk skådespelare. Efter att ha arbetat som teaterskådespelare under många år filmdebuterade han 1930 och kom att medverka i nära 90 filmer för olika bolag i Hollywood.

## Filmografi i urval
- 1930 – Hans fästmö från New York
- 1931 – Leende löjtnanten
- 1931 – Storstadens lockfåglar
- 1932 – Dubbelgångarmysteriet
- 1932 – En timme med dig
- 1932 – Sensation i Los Angeles
- 1932 – En man för mig
- 1933 – Grabben hela dan
- 1934 – Glada änkan
- 1934 – Syndabocken
- 1936 – Hans fru och hans sekreterare
- 1936 – Prinsessan Olga av Sverige
- 1936 – Folkets jubel
- 1937 – När ljusen tändas på Broadway
- 1937 – Gentleman efter midnatt
- 1940 – Frank James hämnd
- 1942 – Han som kom till middag
- 1942 – Yankee Doodle Dandy
- 1942 – Snabb karriär garanteras